# 피시디아어
피시디아어는 아나톨리아어파의 현재는 사멸한 언어 중 하나로, 피시디아 지역에서 쓰였던 언어이다. 현재 이 언어에 대해 알려진 것이라고는 20여 개에 달하는 비문에서 얻을 수 있는 파편뿐이다. 리키아어와 시데어와도 가까운 것으로 보이나 프리기아어의 영향도 찾아볼 수 있다.

## 같이 보기
- 시데어